# Radio Z
A Radio Z Hungary egy internetes rádió, amely 2023. március 11-én, 15 órakor indult. Elsődleges célja a Z generáció, valamint az Alfa generáció megszólítása hazai és külföldi felkapott zenék lejátszásával, változatos zenei kínálatban.

## Műsorok
- Alfa
- Callzone
- Clazz
- Emlékszel?
- HUzóra
- Love Hour
- Utza embere
- Warm up
- Z – Tech Bunker
- Z H
- Z TOP 50
- Trendz
- Zápor
- Zébresztő
- Zombi
- Zónázó
- Radio Z Live Session
- Zümi[1]

## Rendezvények
A Radio Z kisebb-nagyobb zenés rendezvények lebonyolításával is foglalkozik. Legelső rendezvényüket 2023. december 16-án szervezték meg Radio Z Winter Party néven Hajdúszoboszlón, a helyi korcsolyapályán.
2024. január 16-án Újév a jégen címmel szerveztek a Radio Z tagjai a bulit, mely teltházas érdeklődést produkált. Mindkét esetben a Radio Z rezidens lemezlovasa keverte a zenéket, Farkas Kevin (KEKE), a műsorvezetők pedig Vass Viktor és Zagyva Dániel voltak.

## Stábtagok[4]
Dőlt betűvel az egyes feladatrészek vezetői vannak jelölve.
| Pozíció            | Nevek                                   |
| ------------------ | --------------------------------------- |
| Programigazgató    | Csécsi Lajos János                      |
| Igazgatósági tagok | Szántó Bálint Házi Balázs               |
| Zenei szerkesztők  | Ludman Dávid Pozsár Attila Farkas Kevin |
| IT felelős         | Zubó János Norbert Tóth Kristóf         |
| Imaging            | Végh Pál                                |
| Station Voice      | Csökmei Henrik Imre                     |
| Social media       | Zagyva Dániel Kis Attila Vass Viktor    |